# Горбенко Мстислав Мстиславович
Мстисла́в Мстисла́вович Горбе́нко (27 червня 1947, Леова, Молдавська РСР, СРСР) — український альпініст, Заслужений майстер спорту СРСР (1990), Заслужений тренер України, майстер спорту міжнародного класу. Багаторазовий чемпіон СРСР і України. З 1981 року — директор альпклубу «Одеса».

## Біографія
М. М. Горбенко народився в 1947 р. в молдавському місті Леова в родині лікаря. До вступу до Одеського політехнічного інституту в 1965 році, тимчасово проживав в Флорешти,  Новій Каховці і Херсоні. Після навчання постійним місцем проживання стала Одеса, де в 1968 році молодий Горбенко вперше знайомиться з альпінізмом.
З 1979 року, будучи інструктором-методистом з альпінізму, працює в  альптаборах «Ельбрус», «Шхельда», на зборах альпклубу «Одеса». У 1981 році його обирають віце-президентом Одеської обласної федерації альпінізму та скелелазіння, а також призначають директором альпіністського клубу «Одеса», де він працює й донині.
Найвищі спортивні досягнення Горбенка припадають на 80-ті роки XX ст. За ці роки він тричі завойовує золото чемпіонатів СРСР (1983, 1987, 1988), двічі срібло і один раз бронзу. У 1987 році Горбенкові присвоєно звання « Сніговий барс» і майстер спорту міжнародного класу.
У наступному десятилітті Горбенко сходить на дві вищі гори в світі. Спочатку в складі міжнародної експедиції, організованої альпіністами СРСР, США і Китаю, Горбенко сходить на Еверест в 1990 році, тим самим стає першим одеситом і третім представником України, який побував на вищій вершині світу. Крім того, за це досягнення він отримає звання  Заслуженого майстра спорту СРСР. Через п'ять років буде опублікована його книга «Восхождение мира на Эверест», в якій він детально опише події тієї експедиції.
Сходження на другий восьмитисячник К2 відбулося в 1994 році в зв'язці з  Владиславом Терзиулом без застосування кисню. Підкорення двох найвищих вершин в світі зробило Горбенка першим альпіністом в Україні і 37-м у світі, який зумів зробити подібне.
Подальша альпіністська кар'єра переміщається до тренерської роботи. Горбенко керує рядом гімалайських експедицій як головний тренер на такі вершини: Аннапурна (1996), Чо-Ойю (1997), Ама-Даблам і Пуморі (1998) , «Еверест-99» (1999), Манаслу і Україна (2001), Транг Тауер і Хідден-пік (2003), Гімал-Чулі (2007), Макалу (2010).

## Найкращі сходження
Серед безлічі сходжень Горбенко виділяються наступні: Ушба, траверс Шхельди, Замін Каррор, пік Комунізму, пік Перемоги, Хан-Тенгрі, Чатин, Шхара, Мижіргі, Асан, Нанда-Деві, Еверест, К-2.
| Рік  | Місце Участь у чемпіонатах СРСР | Сходження         |
| ---- | ------------------------------- | ----------------- |
| 1980 |                                 | пік Революції     |
| 1983 |                                 | Мижіргі           |
| 1985 |                                 | Шхара             |
| 1986 |                                 | пік Асан          |
| 1987 |                                 | Хан-Тенгрі        |
| 1988 |                                 | Байтор і Амстронг |

## Звання та нагороди

### Звання
- 1980 — присвоєно звання майстра спорту з альпінізму.
- 1984 — інструктор з альпінізму I категорії.
- 1987 — « Сніговий барс».
- 1987 — майстер спорту міжнародного класу.
- 1990 — заслужений майстер спорту СРСР.
- 1991 — заслужений тренер України.
- 2001 — почесне звання «Заслужений працівник фізичної культури і спорту».
- 2011 — суддя національної категорії.

### Нагороди
- Ордена України «За заслуги» III і II ступенів,
- Орден «Едельвейс» II і I ступенів,
- Ювілейна медаль короля Непалу «50 років підкорення Евересту» (2003).

## Сімейний стан
Одружений. Має трьох дітей.

## Книги
- Восхождение мира на Эверест. — Одесса: ОКФА, 1994. — С. 144. — ISBN 5-7707-6304-3

## Ресурси Інтернета
- Альпіністи Північної Столиці: Горбенко М. М. [Архівовано 21 травня 2012 у Wayback Machine.]